# Walter Harm (Biologe)
Walter Harm (* 1925 in Berlin (unsicher); † 1997) war ein deutscher Strahlenbiologe.

## Leben und Werk
Harm wurde am Max-Planck-Institut für vergleichende Erbbiologie und Erbpathologie in Berlin über Reaktivierung von Bakterien promoviert. Er absolvierte 1955 unter anderem mit seiner Frau Helga Harm als einer der ersten deutschen Wissenschaftler den sogenannten Cold Spring Harbor Phage Course, also Spezialstudien zu Phagen an der University of Wisconsin in Madison. 1958 erhielt er die Venia Legendi für Mikrobiologie an der Universität Frankfurt am Main. Ein Jahr später führte er seine in Frankfurt am Main begonnenen Strahlenversuche am Laboratorium von Max Delbrück am California Institute of Technology fort. Diese Forschungen wurden von der amerikanischen National Foundation for Infantile Paralysis gefördert.
Ende 1958 wurde Harm dann als außerordentlicher Professor an das Institut für Genetik im Aufbau an der Universität Köln berufen. Hier beteiligte sich Harms Forschungsgruppe auf dem Gebiet der Strahlenbiologie mit drei anderen Forschungsgruppen um Carsten Bresch, Peter Starlinger und Ulf Henning an der Phagenforschung. 1965 wechselte Harm ähnlich wie Carsten Bresch an die University of Dallas.
Walter Harm beschrieb 1963 als einer der ersten Forscher ein Enzymsystem, das mit für die DNA-Reparatur zuständig ist.
Harm war Autor des 1980 erschienenen Werkes „Biological Effects of Ultraviolet Radiation.“